# Мырева
Мырева (Тигиль) — река в России, протекает по Парфеньевскому и Нейскому районам Костромской области. Устье реки находится в 110 км от устья Неи по левому берегу. Длина реки составляет 11 км.
Населённых пунктов по берегам реки нет.

## Данные водного реестра
По данным государственного водного реестра России относится к Верхневолжскому бассейновому округу, водохозяйственный участок реки — Унжа от истока и до устья, речной подбассейн реки — Бассей притоков Волги ниже Рыбинского водохранилища до впадения Оки. Речной бассейн реки — (Верхняя) Волга до Куйбышевского водохранилища (без бассейна Оки).
Код объекта в государственном водном реестре — 08010300312110000016348.